# Microsoft Mobile
Ne doit pas être confondu avec Windows Mobile.
Microsoft Mobile  est une entreprise multinationale de téléphone mobile basée à Espoo en Finlande, filiale de Microsoft. Son activité principale est la conception, le développement, la construction et la distribution d'appareils mobiles : téléphones, smartphones, tablettes et leurs accessoires.
Microsoft Mobile a été créé à la suite du rachat par Microsoft de la division Devices and Services de la société Nokia, réalisé en avril 2014.
Le rachat prévoit la possibilité pour Microsoft de maintenir la marque Nokia sur certains téléphones pendant une période limitée. En octobre 2014, Microsoft annonce que la gamme Nokia Lumia est rebaptisée « Microsoft Lumia » et que les futurs appareils de la gamme ne seront plus signés que par la marque Microsoft.

## Histoire

### 2010-2013: le début du rapprochement

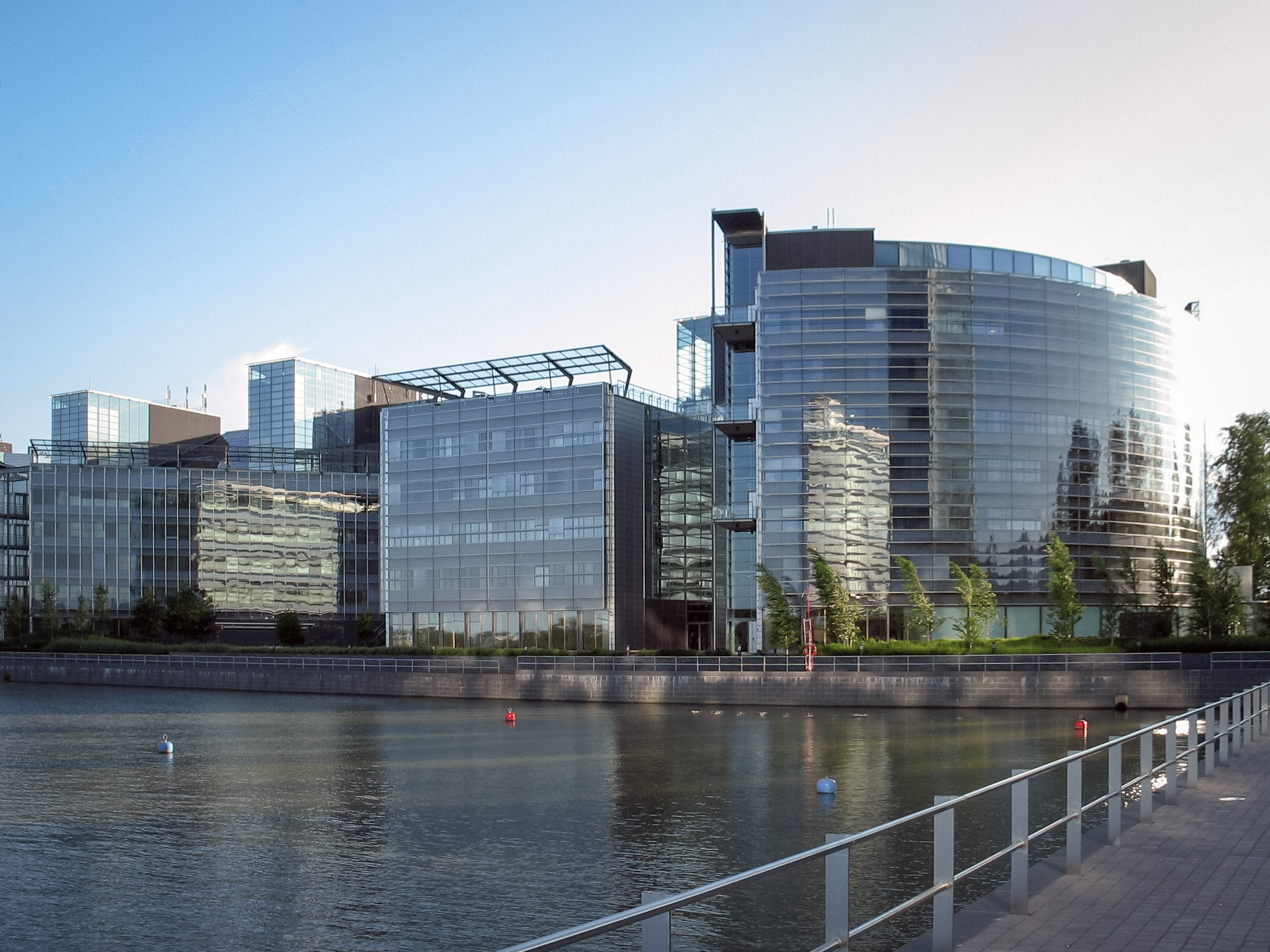
Quartier général de Microsoft Mobile.

Le 21 septembre 2010, Nokia change de PDG, Olli-Pekka Kallasvuo étant remplacé par Stephen Elop, ancien de la division Business de Microsoft. Nokia est alors encore leader sur le marché mobile mondial, mais son système Symbian OS est largement en déclin face à la domination de plus en plus importante des smartphones, notamment avec Apple (iPhone) et Google et Samsung (Android).
En cette année 2011, les processeurs des smartphones sont désormais double, voire quadri-cœurs, et atteignent des fréquences de près de 1,5 GHz. iOS, Android et Windows Phone 7 se livrent par ailleurs une bataille sans merci pour devenir le système d'exploitation mobile de référence.
Début février 2011, l'ancien dirigeant de Microsoft annonce un partenariat avec cette même entreprise. Les marchés boursiers accueillent très mal le partenariat, enfonçant le titre, qui perd plus de 20 % de sa valeur.
Microsoft pourrait avoir déboursé plus d'un milliard d'euros pour éviter que Nokia ne se tourne vers Android. Début mars 2011, on apprend les termes de l'accord, qui sont considérés comme bénéficiant uniquement à Microsoft qui remplace Symbian OS et MeeGo par Windows Phone[réf. nécessaire].
En septembre 2011, Nokia annonce la fermeture de ses activités à Cluj-Napoca en Roumanie, et la suppression de 3 500 emplois dans le monde en plus de ceux annoncés en avril[réf. nécessaire].

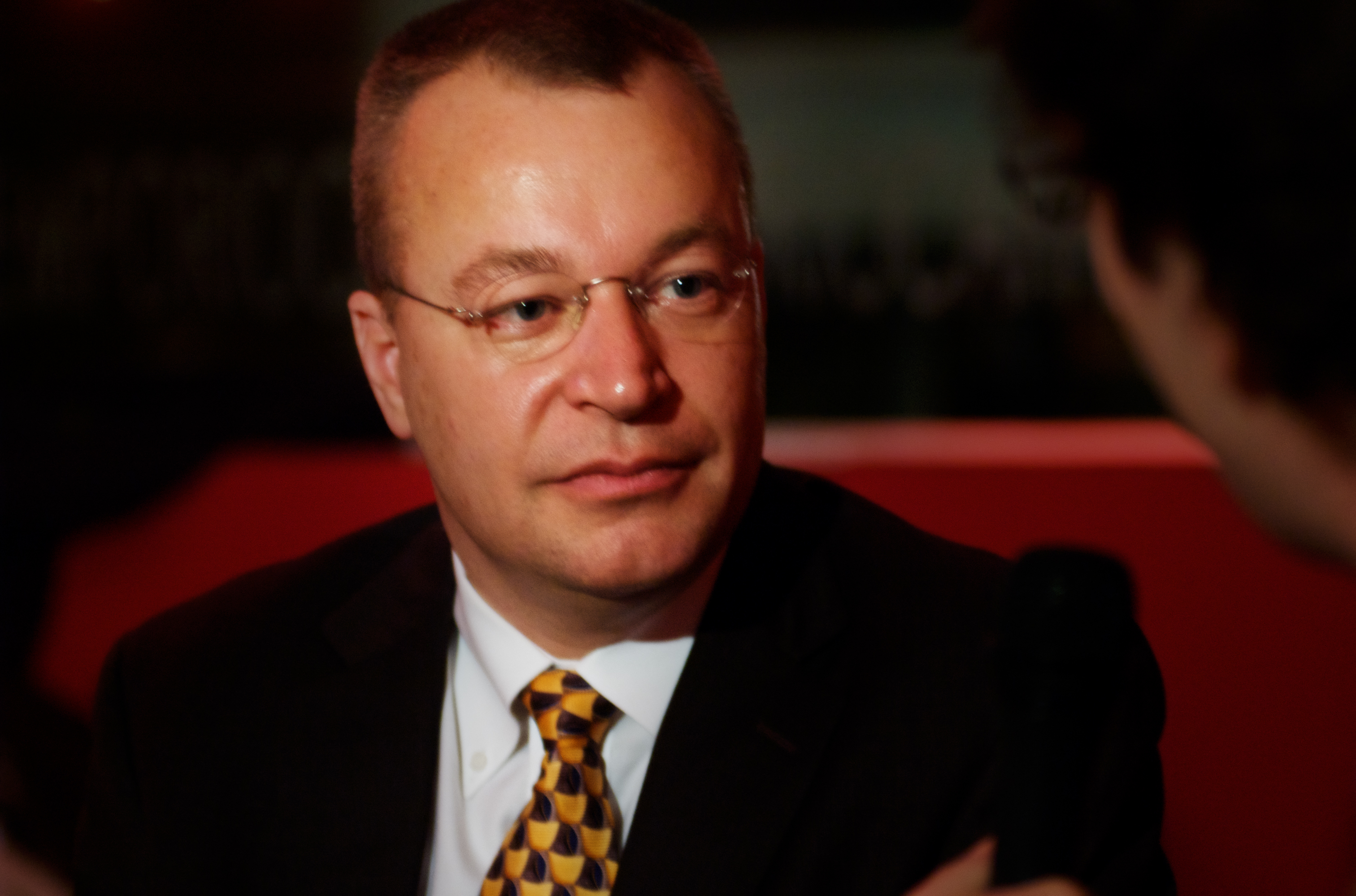
Stephen Elop.

En novembre 2011, Nokia lance sa nouvelle gamme de smartphones : Lumia, utilisant le système Windows Phone de Microsoft. Cette gamme se compose alors de quatre modèles, les Lumia 610, 710, 800 et 900. Cependant, à la suite du changement de noyau entre Windows Phone 7 (Windows CE) et Windows Phone 8 (Windows NT), ces quatre premiers modèles ne bénéficieront pas des mises à jour ultérieures vers Windows Phone 8.
Malgré son déclin, Nokia restait en 2011 le numéro un mondial dans les téléphones mobiles pour la quatorzième année consécutive.
En raison de son choix trop tardif dans l'adoption d'un système pour smartphone et du mauvais virage pris par Windows Phone, le PDG de Nokia, Stephen Elop, annonce en juin 2012 la suppression de 10 000 emplois avec la fermeture de sites en Finlande, Allemagne et au Canada. Désormais le groupe est dépassé par Samsung Electronics sur le marché de la téléphonie mobile.
Le 1er juillet 2013, Nokia rachète ses parts à Siemens pour 1,7 milliard d'euros, l'établissement est maintenant seul maître de son futur.
Entre 2012 et 2013, les ventes de téléphones et smartphones Nokia sont passées de 83,420 millions de téléphones vendus à 60,953 millions, soit de 19,9 % du marché à 14,0 % du marché. Nokia restant le deuxième fabricant mondial de téléphones derrière Samsung à 24,7 % de parts de marché mais devant Apple et LG, a disparu du top 100 du classement Millward Brown 2012.

### 2014: une année de transition

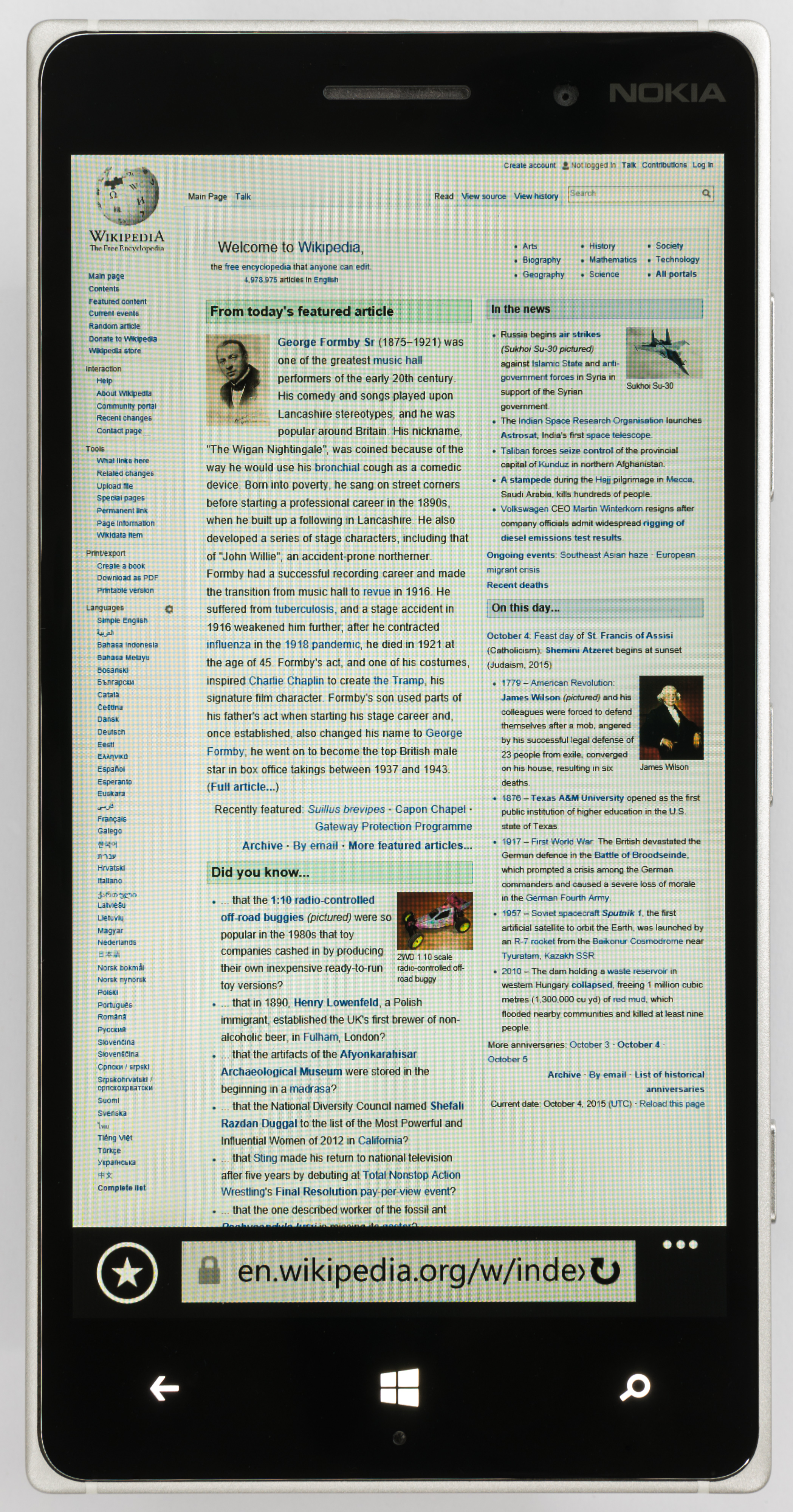
Nokia 830.

Dans ce contexte, Nokia décide de se séparer de sa division « terminaux mobiles ». La proposition de rachat de cette division par Microsoft pour un montant de 5,44 milliards d'euros est officialisée le 3 septembre 2013 : le contrat se compose de l'acquisition de l'activité de téléphones mobiles de Nokia pour 3,79 milliards d'euros et d'un droit d'usage de la marque « Nokia » pendant 10 ans pour les téléphones basiques pour 1,65 milliard (la marque reste la propriété de Nokia, Microsoft payant pour s'en servir durant 10 ans).
À la suite des résultats annuels annoncés le 23 janvier 2014, le groupe prépare une cession de ses activités de terminaux et services à Microsoft et engage une mutation en privilégiant ses activités de cartographie et de recherche sur les réseaux et nanotechnologies.
À la fin de février 2014, Nokia lance la gamme X, utilisant Android mais avec une surcouche Nokia qui offre une apparence type Windows Phone. Le but est de donner envie aux utilisateurs de s'approprier l'apparence du système d’exploitation de Microsoft tout en restant sous Android, avant de réellement passer sur un Lumia.
Le rachat de Nokia est maintenant officialisé, mais le nombre de Lumia vendus reste très faible. En juin 2014, Microsoft déploie Windows Phone 8.1, et accompagne cette mise à jour de deux nouveaux terminaux, les Lumia 630 et 930. Ces nouveaux téléphones sont toujours estampillés Nokia mais annoncent une nouvelle génération de Lumia désormais commercialisée par Microsoft.
L'IFA de Berlin est également une autre occasion pour renouveler la gamme Lumia et deux autres téléphones « Nokia » voient encore le jour. Les Lumia 730 et 830 seront ainsi les remplaçants des Lumia 720 et 820, ceux-ci se faisant de plus en plus vieillissants.
C'est ensuite l'automne 2014 qui sera sous le signe de la transition commerciale. Microsoft fait le choix de mettre l'accent sur la marque Lumia et non Microsoft Mobile. En effet à long terme le géant a pour ambition de ne proposer plus que des Lumia. Ainsi, les pages des différents réseaux sociaux sont renommées Microsoft Lumia et les applications telles que Nokia Caméra sont renommées Lumia Caméra. Cependant les futurs téléphones seront bien disponibles sous le nom de Microsoft et tous les services Nokia, comme sync et mail, seront transférés sur OneDrive et Outlook.com ou Skype.

### 2015-2016: le bouleversement de la branche Microsoft Mobile

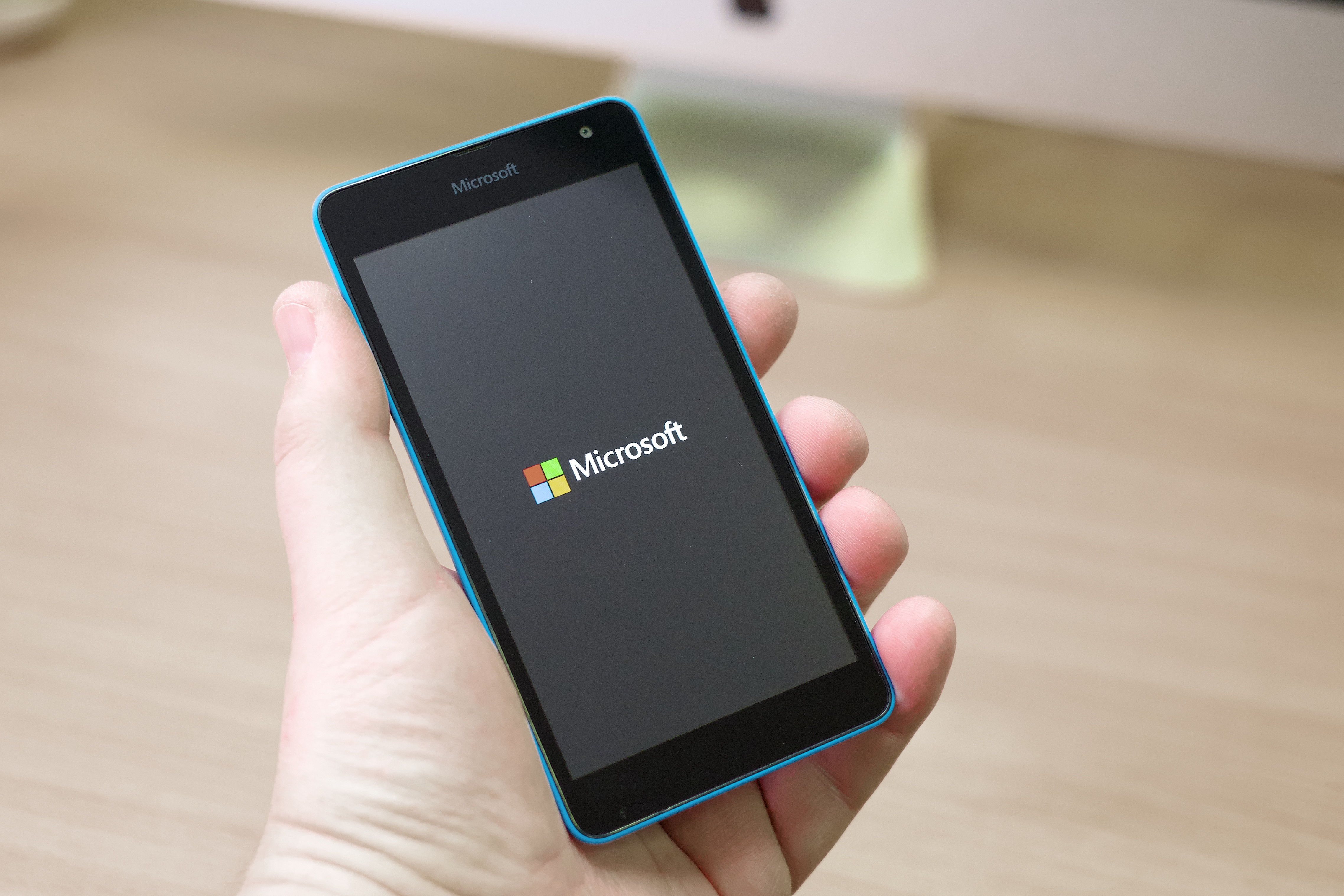
Le Microsoft Lumia 535, premier Lumia commercialisé sous la marque Microsoft.

Le premier Microsoft Lumia est le 535. Disponible depuis fin 2014, celui-ci est le premier d'une série de nombreux smartphones d'entrée de gamme et montre la nouvelle stratégie de Microsoft, consistant à envahir le marché avec de multiples téléphones low cost pour accroître la part de marché de son OS Windows Phone. Arrivent ensuite, en janvier 2015, les Lumia 435 et 532, puis en mars le Lumia 430 et les Lumia 640 et 640 XL. Tous ces téléphones sont commercialisés sous la barre des 180 euros (à l'exception du Lumia 640 XL) mais possèdent tous au moins 1 Go de RAM, ce qui leur permet d'accéder à toutes les applications du Windows Store. Cette stratégie s'avère être pluôt payante pour Microsoft puisque durant le 2e trimestre 2015, la firme vend 10,5 millions de Lumia contre 8,2 sur le même trimestre en 2014. De plus, le tout nouveau Lumia 535 a maintenant des parts de marché aussi honorables que son prédécesseur le Lumia 520 et Microsoft voit les ventes de Lumia augmenter globalement de 18 % en un an.
Cependant la branche mobile de Microsoft n'est toujours pas rentable, la vente des Lumia a rapporté 1,4 milliard de dollars durant le 1er trimestre 2015, ce qui représente quatre millions de moins que ce que coûte réellement la production, soit une perte de 0,12 dollar par smartphone. En effet, les charges liées au rachat de Nokia représentent plus de 8,4 milliards de dollars : le développement et la production de nombreux téléphones coûtent très cher et Microsoft doit revoir ses dépenses.
En juillet 2015, Microsoft annonce un remaniement des équipes et de sa gamme. Sachant que Windows et Windows Phone convergent désormais avec Windows 10 et que Microsoft doit fabriquer des produits où software et hardware cohabitent sans problème, la décision est prise : les branches Mobiles & Services et Windows vont fusionner pour former Windows & Devices dirigé par Terry Myerson. De plus, à la manière de sa gamme Surface, Microsoft veut désormais gérer sa gamme de téléphones de façon plus efficace et ciblée. Le nombre de téléphones produits chaque année devrait diminuer et s'axer principalement sur l'acheteur technophile, le professionnel, et l'acquéreur avec un portefeuille plus réduit.
Ces mesures devraient permettre de diminuer le coût de conception et fabrication des téléphones mais également entraîner la disparition de 7 800 emplois.
Le 6 octobre 2015, Microsoft organise une conférence de presse durant laquelle la firme annonce trois nouveaux Lumia. Les Lumia 950, 950 XL et 550 seront les tout premiers de la cinquième génération de Lumia qui tourneront sous l'OS unifié : Windows 10. La gamme compte désormais deux nouveaux fleurons, qui grâce à Windows 10 et la fonction continuum, possèdent un important potentiel dans le monde du mobile.
En mai 2016, Microsoft annonce la vente pour 350 millions de dollars de ses activités dans les feature phone, c'est-à-dire les téléphones portables bas-de-gamme, à une filiale de Foxconn.

## Produits
Depuis sa création en avril 2014, Microsoft Mobile a poursuivi la gamme « Nokia Lumia », mais l'a simplement rebaptisée Microsoft Lumia en octobre 2014. Microsoft Mobile a également continué la commercialisation des gammes X et Asha lancées précédemment par Nokia, ainsi qu'une série de feature Phone sous le nom Nokia simplement suivi d'un nombre à 3 chiffres.

### Gamme Lumia

Logo Microsoft Lumia.

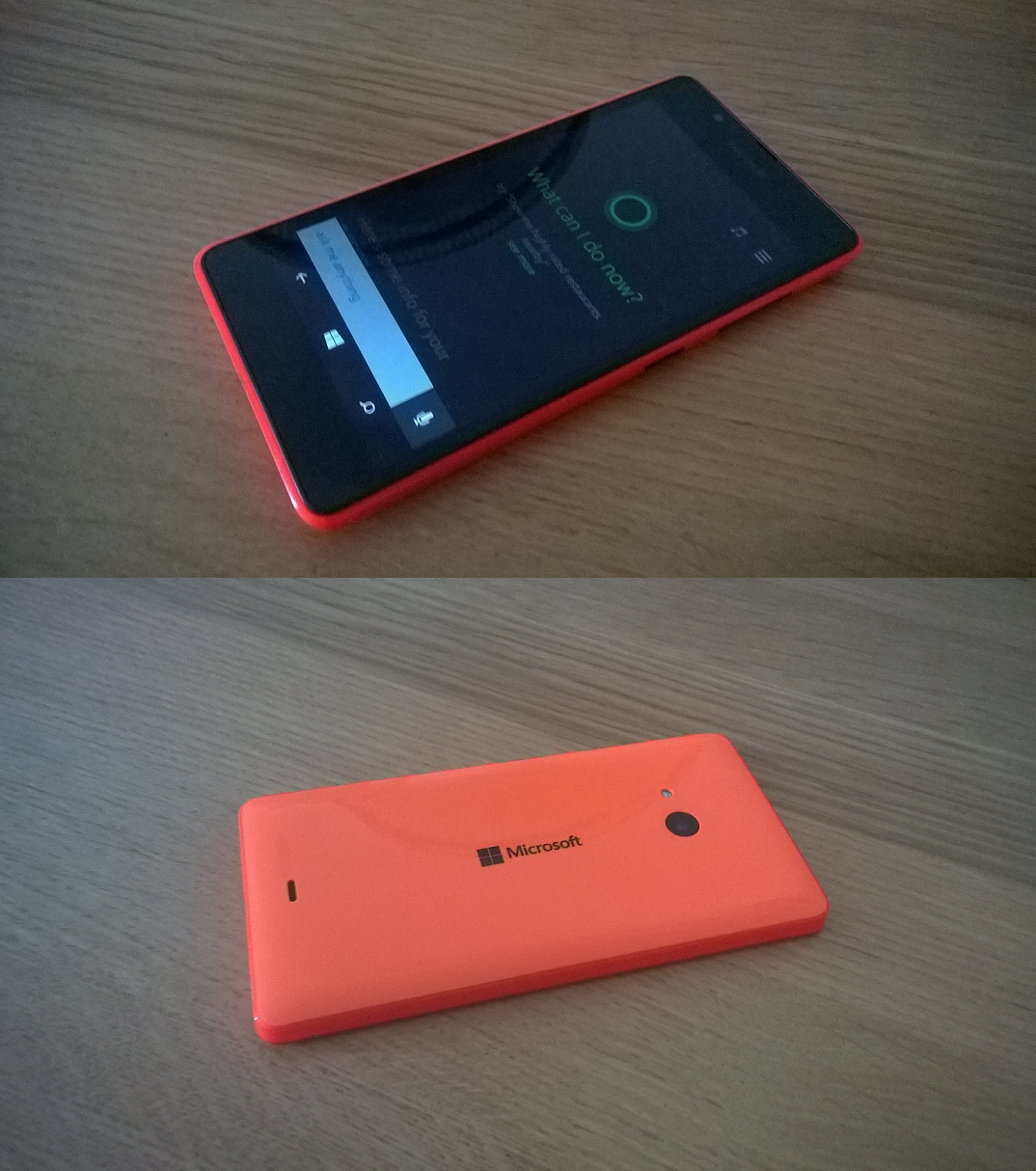
Microsoft Lumia 540.

Microsoft Lumia est une gamme de smartphones conçue et commercialisée par Microsoft Mobile et précédemment par Nokia. Lancée en novembre 2011, cette série de smartphones et d'une tablette tactile est le résultat de la coopération des sociétés Nokia, constructeur des téléphones, et Microsoft, concepteur du système d'exploitation Windows Phone et Windows RT. Les téléphones réellement conçus par Microsoft sont ceux de troisième génération et ultérieures, bien que certains continueront d'être nommés Nokia. Le premier Lumia réellement commercialisé sous le nom Microsoft est le 535 en novembre 2014.
On peut distinguer sept séries sachant que :
- les séries 4xx et 5xx correspondent à l'entrée de gamme ;
- les séries 6xx, 7xx et 8xx correspondent au milieu de gamme ;
- les séries 9xx et 1xxx correspondent au haut de gamme.

De même, on peut distinguer cinq générations sachant que :
- la première génération correspond à Windows Phone 7, qui a pour notation Lumia x10 ;
- la deuxième génération correspond à Windows Phone 8, qui a pour notation Lumia x20 ;
- la troisième génération correspond à Windows Phone 8.1, qui a pour notation Lumia x30 ;
- la quatrième génération correspond à WP 8.1 Update 2, qui a pour notation Lumia x40 ;
- la cinquième génération correspond à Windows 10 Mobile, qui a pour notation Lumia x50.

La gamme Lumia bénéficie de nombreux avantages propres à Nokia et Microsoft, comme les surcouches firmware Lumia ou encore les applications exclusives Lumia.
Comme les appareils Lumia utilisent exclusivement Windows Phone, les mises à jour de l'OS sont souvent accompagnées de mises à jour du microcode lors du déploiement. Nokia et Microsoft Mobile ont publié plusieurs mises à jour firmware exclusives aux dispositifs Lumia, nommées grâce à une couleur qui leur est associée, comme « Lumia Black ». Les mises à jour peuvent contenir des améliorations logicielles de types photographies ou avancées technologiques, mais aussi des corrections de bugs.
Cependant les utilisateurs faisant partie de programmes de test tels que Preview for developpers ou Windows Insider ne reçoivent pas les nouveaux firmwares mais uniquement les mises à jour avancées de l'OS.

### Gamme Asha

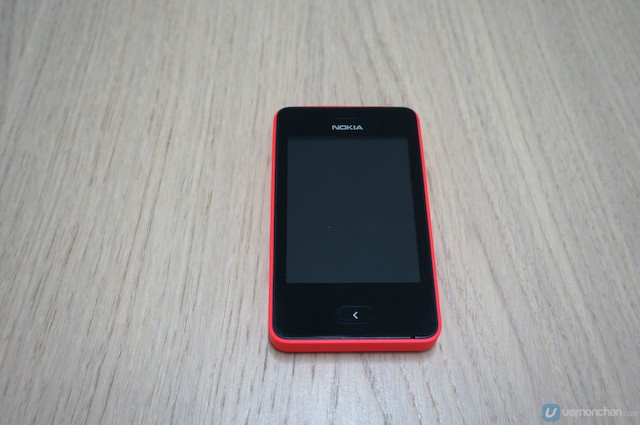
Un Nokia Asha 501.

Nokia Asha est une gamme de téléphones polyvalents et de smartphones lancée par le fabricant Nokia à la fin de l'année 2011. Ces téléphones portables bas de gamme sont principalement destinés aux marchés émergents.
La gamme est un mélange de téléphone tactile plein-écran, de téléphone avec clavier AZERTY, et de téléphones traditionnels avec clavier T9. Utilisant à l'origine la série S40 du système d'exploitation Symbian OS, les téléphones tactiles Asha sont ensuite alimentés par la nouvelle plateforme Asha.
Le 3 septembre 2013, Microsoft annonce son acquisition des dispositifs mobiles de Nokia, et donc une simplification avec la fermeture de nombreuses séries. Cependant, la société conserve la gamme Asha pour s'en servir de rampe d'accès à sa plate-forme Windows Phone. Mais quelques mois plus tard, la société publie un communiqué : « dans le cadre des réductions budgétaires, Microsoft mettra prochainement fin aux gammes Asha et Nokia X, afin de produire uniquement des smartphones sous Windows Phone avec une plus grande diversité ».
Même si la gamme est composée de nombreux modèles sans continuité logique concrète, trois séries peuvent en ressortir : les séries Asha 2xx, Asha 3xx, et Asha 5xx.

### Gamme X
Nokia X est une série de smartphones d'entrée de gamme présentée au Mobile World Congress de 2014 qui cible les marchés émergents. Son système d'exploitation est une version modifiée d'Android avec une surcouche Nokia connue sous le nom de plate-forme Nokia X, lui donnant une apparence de Windows Phone. Ces dispositifs sont en priorité orientés vers les services Microsoft pour ne pas utiliser ceux du Google Play Store.
Ces produits sont le résultat du projet « Normandie » dont le but initial était de tester le système d'exploitation Android à la fois sur le matériel Lumia et Asha.
En juillet 2014, Microsoft annonce que les gammes X et Asha seront transférées sur les lignes d'unique maintenance, dans le but de produire uniquement des produits Windows Phone.
La gamme donnera naissance à deux générations de smartphones, les Nokia X et Nokia X2, ainsi qu'à leurs variantes Nokia XL et Nokia XL2.

### Gamme Nokia
Microsoft conserve également une série de produits à bas coût fonctionnant sur un système de type propriétaire. Ces téléphones ne sont pas des smartphones et sont commercialisés sous le nom Nokia suivi d'un nombre à trois chiffres, comme : Nokia 206 Double SIM.